# Ester Ventura
Ester Ventura és exdirectora econòmica i financera del conglomerat de societats Innova. Està casada amb Josep Poblet i Tous, president de la Diputació de Tarragona i alcalde de Vila-seca. Amddós estan implicats en el macroprocés pel Cas Innova.
És considerada la mà dreta del també imputat Josep Prat i Domènech, expresident de l'Institut Català de la Salut (ICS), i està acusada de blanqueig de capital, malversació de cabals públics, prevaricació, falsetat documental i omissió del deure.
El 2 d'abril del 2015, el jutjat d'Instrucció nº 3 de Reus li imposà una fiança d'1,5 milions d'euros.